# فرودگاه واژو-اسمالند
فرودگاه واژو-اسمالند (به انگلیسی: Växjö-Smaland Airport) یک فرودگاه همگانی مسافربری با کد یاتا VXO است که یک باند فرود آسفالت دارد و طول باند آن ۲۱۰۳ متر است. این فرودگاه در شهر وکفو کشور سوئد قرار دارد و در ارتفاع ۱۸۶ متری از سطح دریا واقع شده است.

## شرکت‌های هواپیمایی و مقصدهای پروازی
| شرکت‌های هواپیمایی                | مقصدهای پروازی                                                                |
| -------------------------------- | ----------------------------------------------------------------------------- |
| BRA Braathens Regional Airlines  | استکهلم-بروما چارتر فصلی: اسپلیت                                              |
| چک ایرلاینز                      | فصلی: پراگ رازیون                                                             |
| جت تایم                          | چارتر فصلی: ساردینیا، کرت، گرن کناریا، پالما د مایورکا، رود، سمس، تنریف جنوبی |
| رایان‌ایر                         | گدایسک لخ والسا فصلی: آلیکانته-الچه، ویزه                                     |
| Thomas Cook Airlines Scandinavia | چارتر فصلی: لارناکا                                                           |
| ویز ایر                          | اسکندر کبیر اسکوپیه، توزلا                                                    |